# Pascual Sala
Pascual Sala Sánchez, né le 18 juin 1935 à Valence est un juge administratif espagnol.

## Biographie
Pascual Sala est président du Tribunal des comptes entre 1988 et 1990, du Conseil général du pouvoir judiciaire et du Tribunal suprême de 1990 à 1996, et enfin du Tribunal constitutionnel entre 2011 et 2013.